# Escudo de la ciudad de Paraná (Argentina)
El escudo de la Ciudad de Paraná  es uno de los símbolos oficiales de la Capital de la Provincia de Entre Ríos. Fue adoptado en un acto público el 25 de mayo de 1877, a partir de un diseño de Santos Domínguez y Benguria y oficializado en 2012 por Ordenanza N.° 9.069, por la que se institucionalizan los símbolos oficiales de la Municipalidad de Paraná.

## Descripción
Por Decreto del Departamento Ejecutivo Municipal N.º 790/1997 se aprueba la reseña oficial del Escudo Municipal, que a continuación se describe:

En acto celebrado en la Casa Municipal, el día 25 de Mayo de 1877, con la presencia de los integrantes de la Comisión Municipal de Paraná, Don Santos Domínguez, Profesor Pedro Scalabrini y Don José Amavet, y distinguidos vecinos de la Ciudad, quedó instalado, en el Salón de Sesiones, como distintivo del Municipio Paranaense, el Escudo que sería su emblema.

El Símbolo fue proyectado por el Señor Don Santos Dominguez, Vicepresidente de la Municipalidad, entonces en ejercicio de la Presidencia. El propio autor del Escudo explicó al comienzo el significado de los elementos que integran el Escudo. Tuvo en cuenta el Señor Domínguez al realizar su creación a la Nación, a la Provincia y al Municipio.
Una, la entidad soberana y las otras, entidades autónomas, pero relacionadas las tres por vínculos indisolubles y armónicos.
El autor del Escudo, Señor Domínguez, describió así los atributos del emblema municipal.
“Encima del oval se vé airosamente colocado el gorro frigio de la libertad, iluminado radiantemente por el Sol de Mayo, significando la República Argentina. En la parte superior del oval están figuradas la luciente estrella de Entre Ríos en campo purpúreo y las manos entrelazadas de la fraternidad en fondo azul. Todo ello representando la Provincia de Entre Ríos, a que pertenece este Municipio.
En la parte inferior del oval, simbolizada la Ciudad del Paraná con la histórica barranca de la Bajada, ensanchándose a su pie el majestuoso Río Paraná, interrumpido por las islas que se ven al frente de la barranca y perdiéndose en lontananza, la costa que forma aquella con una superficie accidental o ruinoso. Al pie de la barranca se vé una calera artificial, denotando la primitiva y principal riqueza o industria conocida o desarrollada, que sirvió de pié, más tarde, para echar los primeros cimientos de la población del Paraná, y a darle vida con el nombre del río, olvidándose del de la Bajada con que los primeros habitantes o pobladores la designaron.
En frente a dicha calera se prolonga un muelle rústico de madera que va a dar al costado de una nave anclada en el río y que recibe la carga de la cal beneficiada con la piedra calcárea de la barranca en aquella calera dándole animación a todo ésto, algunos hombres que se ven ocupados en la faena de dicha carga, una canoa que se acerca a la orilla manejada por un marinero o indígena de la ribera del Paraná y una bandada de patos que, de las islas atraviesan el río, volando sobre el fondo del cielo, que forma el aire o atmósfera de la parte inferior del óvalo.
La parte superior está separada de la inferior en el oval del Escudo, con un lazo blanco llevando la inscripción Municipalidad de Paraná.
Y que por fin, los atributos que circulan al Escudo eran propios, significativos y emblemáticos del Municipio de que se trataba, pues que a un lado se figuraba un mazo de paja de trigo ostentando en su extremo superior las doradas espigas como fruto de la riqueza agrícola comunal, y por otro lado se veía un trozo de madera tosca como el elemento principal de comercio de estas costas del Paraná, terminando abajo con una ancla representación de la marina o navegación del litoral y un pedazo de piedra con conchilla y calcárea que demuestra a la vez el elemento de riqueza que encierra la alta barranca y bajada como queda dicho más arriba. Todo esto simbolizaba en sí, la agricultura, el comercio, la industria y la navegación unidas con un lazo que con los delicados colores nacionales campea al pie del Escudo sobre la superficie sinuosa y llena de vegetación agreste”,

El autor no dice nada respecto del cordón que circunda el óvalo por la parte periférica, pero atendiendo a que tuvo en cuenta “Los atributos emblemáticos de la Nación y de la Provincia”, se deduce que el cordón debe tener las mismas características y color del escudo provincial. Tampoco precisó el Señor Domínguez las características del sol, manos entrelazadas, etc.; por lo que hay que aplicar el mismo criterio de interpretación, es decir, tener presente las características de los atributos similares de los escudos de la Nación y la Provincia, en cada caso.
Decreto del Departamento Ejecutivo Municipal N.º 790/1997

### Otras versiones
| |
| Óleo del Escudo municipal obsequiado por Santos Domínguez y Benguria al Concejo Deliberante de Paraná, que se exhibe actualmente en la sala de sesiones del parlamento local. |

| |
| Versión minimalista del Escudo utilizada durante la gestión de la intendenta Blanca Osuna (2011-2015). |

### Relación del escudo con la Bandera municipal
La bandera municipal de Paraná fue creada por Ordenanza N.° 7.641, sancionada el 1 de junio de 1994. En su artículo primero la ordenanza establece la creación de la Bandera de la Municipalidad de Paraná; y en su artículo segundo dispone que la misma estará constituida por el Escudo Municipal en forma preponderante y su fondo será de color blanco.

Bandera de la Municipalidad de Paraná.